# Hádron
Hádron (português brasileiro) ou hadrão (português europeu) (do grego ἁδρός, transl. hadrós, "forte", "robusto"), na física de partículas, é uma partícula composta, formada por um estado ligado de quarks. Os hádrons, que incluem os bárions e os mésons, mantêm sua coesão interna devido à interação forte.

## Propriedades
De acordo com o modelo de quarks, as propriedades de um hadrão são determinadas pelos seus quarks de valência. Um próton por exemplo é formado por dois quarks up (cada um com carga eléctrica +2/3) e um quark down (com carga eléctrica -1/3). A carga conjunta dos 3 quarks de valência é portanto +1, a carga do protão. Apesar do quark constituinte ter também uma carga de cor (nada a ver com cor visual), uma das propriedades da interação forte, designada confinamento requer que todo o composto não tenha carga de cor residual. Ou seja os hadrões não podem ter cor. Há duas formas de conseguir isto: Três quarks de diferentes cores, ou um quark de uma cor e o anti-quark com a anti-cor correspondente. Hadrões baseados na primeira forma são chamados bárions enquanto que os baseados na segunda chamam-se mesões português europeu ou mésons português brasileiro.
Como todas as partículas sub-atómicas, os hadrões têm números quânticos correspondendo à representação do grupo de Poincaré: JPC(m), onde J é o spin, P é a paridade, C é a conjugação da carga, e m é a massa. De notar que a massa de um hadrão tem pouco a ver com a massa dos seus quarks de valência; ao contrário, devido à equivalência massa-energia, a maior parte da massa deve-se à grande quantidade de energia associada à interacção forte. Os hadrões também podem apresentar um número quântico designado sabor como o iso-spin (ou paridade G), e estranheza. Todos os quarks apresentam um número quântico adictivo e conservado designado número de bárion (B), e que vale +1/3 para os quarks e -1/3 para os anti-quarks. Isto significa que os bárions apresentam B=1 enquanto que os mesões têm B=0.
Os hadrões têm estados excitados designados ressonâncias. Cada hadrão do estado de repouso pode ter vários estados excitados; centenas de ressonâncias foram já observadas em experiências de partículas. As ressonâncias decaem num curto espaço de tempo (10−24 segundos) devido à interacção forte. Noutras fases da matéria QCD os hadrões podem desaparecer. Por exemplo, a temperaturas muito elevadas e altas pressões, salvo se existir uma grande diversidade de sabores de quarks, a teoria da cromodinâmica quântica (QCD) prediz que quarks e gluões interagem fracamente e perdem o confinamento no interior dos hadrões. Esta propriedade, designada liberdade assimptótica, foi confirmada experimentalmente em colisionadores de protons a níveis de energia entre o GeV e o TeV.

## Classificação
Hádrons podem ser classificados pela sua composição e pelo seu spin:
- Bárions são compostos de três quarks e têm spin semi-inteiro, caracterizando-se como férmions. Exemplos: protão, neutrão e hiperãos.
- Mesões são compostos de um quark e outro antiquark e são bosões, ou seja, têm spin inteiro. Exemplos: píons e káons.
- Hádrons exóticos possuem um número diferente de quarks que os hádrons ordinários:
  - Um bárion exótico é composto de um número ímpar maior que três de quarks. Exemplo: pentaquark.
  - Um mesão exótico contém mais de um par quark-antiquark. Exemplo: tetraquark.
  - Um mesão híbrido consiste de no mínimo um par quark-antiquark e ao menos um gluão que não seja virtual.
  - Uma bola de gluões não contém quark algum, sendo composta apenas de gluões. Estas entidades misturam-se facilmente com mesões ordinários, tornando-se de difícil identificação.